# Dendrophthoe verticillata
Dendrophthoe verticillata là một loài thực vật có hoa trong họ Loranthaceae. Loài này được Scheff. mô tả khoa học đầu tiên năm 1876.